# آکیتنیا گال (استان رومی)
گالیا آکویتانیا (تلفظ انگلیسی: /ˈɡæliə ˌækwɪˈteɪniə/، لاتین: [ˈɡalːi.a akᶣiːˈtaːni.a])، همچنین به عنوان آکیتانیا یا آکوئیتانیای گال شناخته می‌شود، استانی از امپراتوری روم بود. این ناحیه اکنون در جنوب غربی فرانسه امروزی قرار دارد، جایی که نام خود را به منطقه مدرن آکوئیتانیا داده‌است. با استان‌های لاگدانسیس گال، ناربونسیس گال و هیسپانیا تاراکوننسیس هم‌مرز بود.
نام کوماتا گال (در لغت به معنای "گال‌های مو بلند"است) اغلب برای تعیین سه استان دورتر گالی، یعنی لوگدونسیس گال، بلژیک گال، و آکیتانیا گال استفاده می‌شد، در مقابل براکاتا گال "گال‌های شلواردار"، اصطلاحی مشتق شده از bracae ("شلوار"، لباس بومی "بربرهاً شمالی) برای گال‌های استان ناربونسیس استفاده می‌شد.

## قبایل آکیتانی
چهارده قبیله سلتیک و بیش از بیست قبیله آکیتانی این منطقه را از دامنه شمالی پیرنه در جنوب تا رودخانه لیگر (Loire) در شمال در اشغال خود داشتند و در کنار یکدیگر زندگی می‌کردند. بیش از بیست قبیله آکیتانی وجود داشت، اما آنها کوچک و فاقد شهرت بودند. اکثر قبایل در امتداد ساحل غربی در مجاورت اقیانوس زندگی می‌کردند، در حالی که بقیه به داخل و به قله‌های کوه‌های سمنوس (Cemmenus)، تا تکتوساگس (Tectosages) رسیدند.